# Maenia de autoritate patrum
La Lex Maenia de autoritate patrum va ser una antiga llei romana de la que es coneix poc més que el nom. Establia (o més probablement regulava) l'autoritat dels pares sobre els fills que en el dret romà ja era molt important.